# Dramatic Workshop
Dramatic Workshop (engl. für „Dramatische Werkstatt“) war der Name einer von Erwin Piscator an der New Yorker New School gegründeten und geführten Schauspielschule. Der Workshop, dessen berühmteste Absolventen Tennessee Williams, Marlon Brando, Tony Curtis und Harry Belafonte waren, bestand von 1940 bis 1951.

## Geschichte
Anfang Januar 1939 reiste Erwin Piscator, der berühmteste Vertreter des deutschen politischen Theaters, der bereits mehrere Exilstationen hinter sich hatte, gemeinsam mit seiner Frau Maria in die USA, nach New York City, ein. Im Mai 1939 nahm er dort Kontakt zu Alvin Johnson auf, dem Präsidenten der New School for Social Research, die in der Zeit des Nationalsozialismus ein Sammelbecken für ausgewanderte deutsche – v. a. jüdische – Intellektuelle bildete. Anfang 1940 gründete er an der New School dann einen Dramatic Workshop, der seinen Lehrbetrieb am 15. Januar 1940 mit zunächst 20 Studenten aufnahm.
Im September 1940 formierte sich innerhalb des Workshops das Studio Theatre, dessen Spielstätte das Auditorium der New School war. Das Studio Theatre wurde am 31. Mai 1943 vorläufig und – auf Druck einer Gruppe von Studenten – im Jahre 1944 endgültig geschlossen. Seit Juli 1944 richtete der Workshop alljährliche Sommerkurse aus, die zunächst in Sayville, Long Island stattfanden. Im Dezember desselben Jahres wurde auch ein Junior Dramatic Workshop gegründet.
Im Januar 1945 hatte der Workshop 40–60 Ganztags- und etwa 250 Teilzeit-Studenten. Im Oktober desselben Jahres zog die gesamte Einrichtung in das President Theatre um, das die Adresse West 48th Street hatte. Nach dem Ende des Zweiten Weltkrieges führte das 1944 verabschiedete G. I. Bill of Rights zu einem massiven Studentenzuwachs; der Workshop wurde in dieser Zeit vorübergehend zu einer größten Theaterschulen des Landes. 1947 übernahm die Einrichtung das Rooftop Theatre, das bereits seit Februar 1946 sporadisch genutzt worden war.
Im Juni 1949 gliederte Piscator den Dramatic Workshop aus der New School aus. Unter der Bezeichnung Dramatic Workshop and Technical Institute bestand er danach selbstständig weiter. Im März 1950 wurde das Rooftop Theatre als Spielstätte aufgegeben, im Spätsommer 1951 auch das President Theatre; als Ersatz wurden Räumlichkeiten im Capitol Theatre angemietet.
1951, während der McCarthy-Ära, wurde Piscator zu einer Vernehmung vor das Komitee für unamerikanische Umtriebe geladen. Um sich diesem Verhör zu entziehen, verließ er die USA und landete am 7. Oktober 1951 in Hamburg. Er kehrte nie in die USA zurück. Die Leitung des Dramatic Workshop übernahm Piscators Frau Maria.

## Lehrer und Studenten
Zu den Mitarbeitern des Workshops gehörten neben Piscator u. a. Carl Zuckmayer, Stella Adler, Lee Strasberg, Hans José Rehfisch, Kurt Pinthus, Hanns Eisler, Erich Leinsdorf, George Szell und Jascha Horenstein. Bekannte Studenten der Einrichtung waren Judith Malina, Gene Saks, Tennessee Williams, Marlon Brando, Elaine Stritch, Harry Guardino, Tony Curtis, Harry Belafonte, Bea Arthur, Michael V. Gazzo,  Walter Matthau, Ben Gazzara, Shelley Winters und Rod Steiger.
Obwohl Piscator, der seine geistige Heimat im politischen Agitationstheater hatte, die tonangebende Persönlichkeit der Einrichtung war, fanden hier auch andere schauspielerische Konzepte wie z. B. das Method Acting eine wichtige Nische.

## Inszenierungen (Auswahl)
- 10. März 1940 – Saint Joan (Autor: George Bernard Shaw; Belasco Theatre, Washington)
- 14. Dezember 1940 – King Lear (William Shakespeare; Studio Theatre, New York)
- 19. Juni 1941 – Any Day Now (Philip Yordan; Studio Theatre)
- 28. November 1941 – The Days of Our Youth (Frank Gabrielson; Studio Theatre)
- 20. Dezember 1941 – The Criminals (dt.: Verbrecher) (Ferdinand Bruckner; Studio Theatre)
- 11. März 1942 – Nathan the Wise (Gotthold Ephraim Lessing; Studio Theatre und Belasco Theatre, New York)
- 20. Mai 1942 – War and Peace (Lew Nikolajewitsch Tolstoi, Adaption von Neumann und Piscator; Studio Theatre)
- 28. November 1942 – Winter Soldiers (Daniel Lewis James; Studio Theatre)
- 6. Juni 1943 – The Golden Doors (Walter Mehring; Madison Square Garden; im Rahmen der Rallye of Hope)
- 4. September 1944 – The Last Stop (Irving Kaye Davis; Ethel Barrymore Theatre, New York)
- etwa Juni 1945 – Solomon the King and Shalmai the Cobbler (dt.: König Salomo und der Schuster) (Sammy Gronemann; Masters Institute, New York)
- 9. Juni 1946 – Bar Kochba (Saul Tschernichowski; Times Hall, New York)
- 17. April 1947 – The Flies (Jean-Paul Sartre; President Theatre, New York)
- 10. August 1947 – Twelfth Night (William Shakespeare; Placid Manor, Lake Placid, New York)
- 17. Januar 1948 – All the King’s Men (Robert Penn Warren; President Theatre)
- 17. März 1948 – Chaff (Ferdinand Bruckner; President Theatre)
- 1. März 1949 – Outside the Door (Wolfgang Borchert; US-Erstaufführung am President Theatre)
- 16. September 1949 – The Burning Bush (Géza Herczeg, Heinz Herald; Rooftop Theatre, New York)
- 19. April 1950 – The Scapegoat (John F. Matthews; nach Franz Kafkas Der Process; President Theatre)